# Henrique Manzo
Henrique Manzo (São Bernardo do Campo, 27 de diciembre de 1896 - São Paulo,  29 de junio de 1982) fue un pintor, dibujante, restaurador y escenógrafo brasileño de ascendencia italiana. Fue un importante pintor paulista. Trabajó principalmente en los encargos que le dio el antiguo director del Museo Paulista, Afonso d'Escragnolle Taunay, que seleccionó una serie de fotografías de Militão Augusto de Azevedo, y delegó en el artista el trabajo de reproducirlas como pinturas de las principales escenas paulistas del siglo XIX. Manzo pintó muchas escenas de haciendas, retratos y alegorías sobre la base de fotografías. Como restaurador, trabajó en el Museo Paulista siempre bajo la dirección de Affonso Taunay